# Arbitres du Super Bowl
Les arbitres du Super Bowl sont les arbitres choisis pour le Super Bowl, la finale de championnat de la National Football League (NFL), le plus important et prestigieux match de football américain. 

## Liste des arbitres

### Championnats du monde AFL-NFL
| Super Bowl | Date            | Arbitre principal (Referee) | Juge de mêlée (Umpire) | Arbitre de ligne (Down Judge) | Juge de ligne (Line Judge) | Juge de champ (Field Judge) | Juge de champ arrière (Back Judge) |
| ---------- | --------------- | --------------------------- | ---------------------- | ----------------------------- | -------------------------- | --------------------------- | ---------------------------------- |
| I          | 15 janvier 1967 | Norm Schachter (NFL)        | George Young (AFL)     | Bernie Ulman (NFL)            | Al Sabato (AFL)            | Mike Lisetski (NFL)         | Jack Reader (AFL)                  |
| II         | 14 janvier 1968 | Jack Vest (AFL)             | Ralph Morcroft (NFL)   | Tony Veteri (AFL)             | Bruce Alford, Sr. (NFL)    | Bob Baur (AFL)              | Stan Javie (NFL)                   |
| III        | 12 janvier 1969 | Tommy Bell (NFL)            | Walt Parker (AFL)      | George Murphy (NFL)           | Cal Lepore (AFL)           | Joe Gonzalez (NFL)          | Jack Reader (AFL)                  |
| IV         | 11 janvier 1970 | John McDonough (AFL)        | Lou Palazzi (NFL)      | Harry Kessel (AFL)            | Bill Schleibaum (NFL)      | Charlie Musser (AFL)        | Tom Kelleher (NFL)                 |

### Finale du championnat de la NFL (ère moderne)
| Super Bowl | Date             | Arbitre principal (Referee) | Juge de mêlée (Umpire) | Arbitre de ligne (Down Judge) | Juge de ligne (Line Judge) | Juge de champ (Field Judge) | Juge de champ arrière (Back Judge) | Juge de côté (Side Judge) | Juge vidéo (Replay Official) |
| ---------- | ---------------- | --------------------------- | ---------------------- | ----------------------------- | -------------------------- | --------------------------- | ---------------------------------- | ------------------------- | ---------------------------- |
| V          | 17 janvier 1971  | Norm Schachter              | Paul Trepinski         | Ed Marion                     | Jack Fette                 | Fritz Graf                  | Hugh Gamber                        | Ajouté en 1979            | Ajouté en1987                |
| VI         | 16 janvier 1972  | Jim Tunney                  | Joe Connell            | Al Sabato                     | Art Holst                  | Bob Wortman                 | Ralph Vandenberg                   | Ajouté en 1979            | Ajouté en1987                |
| VII        | 14 janvier 1973  | Tommy Bell                  | Lou Palazzi            | Tony Veteri                   | Bruce Alford, Sr.          | Tony Skover                 | Tom Kelleher                       | Ajouté en 1979            | Ajouté en1987                |
| VIII       | 13 janvier 1974  | Ben Dreith                  | Ralph Morcroft         | Leo Miles                     | Jack Fette                 | Fritz Graf                  | Stan Javie                         | Ajouté en 1979            | Ajouté en1987                |
| IX         | 12 janvier 1975  | Bernie Ulman                | Al Conway              | Ed Marion                     | Bruce Alford, Sr.          | Dick Dolack                 | Ray Douglas                        | Ajouté en 1979            | Ajouté en1987                |
| X          | 18 janvier 1976  | Norm Schachter              | Joe Connell            | Leo Miles                     | Jack Fette                 | William O'Brien             | Stan Javie                         | Ajouté en 1979            | Ajouté en1987                |
| XI         | 9 janvier 1977   | Jim Tunney                  | Lou Palazzi            | Ed Marion                     | Bill Swanson               | Armen Terzian               | Tom Kelleher                       | Ajouté en 1979            | Ajouté en1987                |
| XII        | 15 janvier 1978  | Jim Tunney                  | Joe Connell            | Tony Veteri                   | Art Holst                  | Bob Wortman                 | Ray Douglas                        | Ajouté en 1979            | Ajouté en1987                |
| XIII       | 21 janvier 1979  | Pat Haggerty                | Art Demmas             | Jerry Bergman                 | Jack Fette                 | Fred Swearingen             | Pat Knight                         | Dean Look                 | Ajouté en1987                |
| XIV        | 20 janvier 1980  | Fred Silva                  | Al Conway              | Burl Toler                    | Bob Beeks                  | Charley Musser              | Stan Javie                         | Ben Tompkins              | Ajouté en1987                |
| XV         | 25 janvier 1981  | Ben Dreith                  | Frank Sinkovitz        | Tony Veteri                   | Tom Dooley                 | Fritz Graf                  | Tom Kelleher                       | Dean Look                 | Ajouté en1987                |
| XVI        | 24 janvier 1982  | Pat Haggerty                | Al Conway              | Jerry Bergman                 | Bob Beeks                  | Don Hakes                   | Bill Swanson                       | Bob Rice                  | Ajouté en1987                |
| XVII       | 30 janvier 1983  | Jerry Markbreit             | Art Demmas             | Dale Hamer                    | Bill Reynolds              | Don Orr                     | Dick Hantak                        | Dave Parry                | Ajouté en1987                |
| XVIII      | 22 janvier 1984  | Gene Barth                  | Gordon Wells           | Jerry Bergman                 | Bob Beeks                  | Fritz Graf                  | Gil Mace                           | Ben Tompkins              | Ajouté en1987                |
| XIX        | 20 janvier 1985  | Pat Haggerty                | Tommy Hensley          | Leo Miles                     | Ray Dodez                  | Bob Lewis                   | Tom Kelleher                       | Bill Quinby               | Ajouté en1987                |
| XX         | 26 janvier 1986  | Red Cashion                 | Ron Botchan            | Dale Williams                 | Bama Glass                 | Jack Vaughan                | Al Jury                            | Bob Rice                  | Ajouté en1987                |
| XXI        | 25 janvier 1987  | Jerry Markbreit             | Bob Boylston           | Terry Gierke                  | Bob Beeks                  | Pat Mallette                | James Richard Poole                | Gil Mace                  | Art McNally                  |
| XXII       | 31 janvier 1988  | Bob McElwee                 | Al Conway              | Dale Hamer                    | Jack Fette                 | Johnny Grier                | Al Jury                            | Don Wedge                 | Art McNally                  |
| XXIII      | 22 janvier 1989  | Jerry Seeman                | Gordon Wells           | Jerry Bergman                 | Bob Beeks                  | Bobby Skelton               | Paul Baetz                         | Gary Lane                 | Chuck Heberling              |
| XXIV       | 28 janvier 1990  | Dick Jorgensen              | Hendi Ancich           | Earnie Frantz                 | Ron Blum                   | Don Orr                     | Al Jury                            | Gerald Austin             | Al Sabato                    |
| XXV        | 27 janvier 1991  | Jerry Seeman                | Art Demmas             | Sid Semon                     | Dick McKenzie              | Jack Vaughan                | Banks Williams                     | Larry Nemmers             | Mark Burns                   |
| XXVI       | 26 janvier 1992  | Jerry Markbreit             | Bob Boylston           | Dale Williams                 | Ron Blum                   | Ed Merrifield               | Paul Baetz                         | Dick Creed                | Cal Lepore                   |
| XXVII      | 31 janvier 1993  | Dick Hantak                 | Ron Botchan            | Ron Phares                    | Dick McKenzie              | Donnie Hampton              | James Richard Poole                | Dean Look                 | --                           |
| XXVIII     | 30 janvier 1994  | Bob McElwee                 | Art Demmas             | Sid Semon                     | Tom Barnes                 | Don Orr                     | Al Jury                            | Nate Jones                | --                           |
| XXIX       | 29 janvier 1995  | Jerry Markbreit             | Ron Botchan            | Ron Phares                    | Ron Baynes                 | Jack Vaughan                | Tim Millis                         | Tom Fincken               | --                           |
| XXX        | 28 janvier 1996  | Red Cashion                 | John Keck              | Paul Weidner                  | Dale Orem                  | Don Hakes                   | Dick Creed                         | Bill Carollo              | --                           |
| XXXI       | 26 janvier 1997  | Gerald Austin               | Ron Botchan            | Earnie Frantz                 | Jeff Bergman               | Phil Luckett                | Scott Steenson                     | Tom Fincken               | --                           |
| XXXII      | 25 janvier 1998  | Ed Hochuli                  | Jim Quirk              | John Schleyer                 | Ben Montgomery             | Don Dorkowski               | Paul Baetz                         | Doug Toole                | --                           |
| XXXIII     | 31 janvier 1999  | Bernie Kukar                | Jim Daopoulos          | Sanford Rivers                | Ron Baynes                 | Tim Millis                  | Don Hakes                          | Gary Lane                 | --                           |
| XXXIV      | 30 janvier 2000  | Bob McElwee                 | Ron Botchan            | Earnie Frantz                 | Byron Boston               | Al Jury                     | Bill Leavy                         | Tom Fincken               | Mark Burns                   |
| XXXV       | 28 janvier 2001  | Gerald Austin               | Chad Brown             | Tony Veteri, Jr.              | Walt Anderson              | Bill Lovett                 | Bill Schmitz                       | Doug Toole                | Dean Blandino                |
| XXXVI      | 3 février 2002   | Bernie Kukar                | Jeff Rice              | Mark Hittner                  | Ron Phares                 | Pete Morelli                | Scott Green                        | Laird Hayes               | Howard Slavin                |
| XXXVII     | 26 janvier 2003  | Bill Carollo                | Ed Coukart             | Dale Williams                 | Mark Steinkerchner         | Tom Sifferman               | Don Carey                          | Rick Patterson            | Rex Stuart                   |
| XXXVIII    | 1er février 2004 | Ed Hochuli                  | Jeff Rice              | Mark Hittner                  | Ben Montgomery             | Tom Sifferman               | Scott Green                        | Laird Hayes               | Larry Hill                   |
| XXXIX      | 6 février 2005   | Terry McAulay               | Carl Paganelli         | Gary Slaughter                | Mark Steinkerchner         | Tom Sifferman               | Tony Steratore                     | Rick Patterson            | Al Hynes                     |
| XL         | 5 février 2006   | Bill Leavy                  | Garth DeFelice         | Mark Hittner                  | Mark Perlman               | Steve Zimmer                | Bob Waggoner                       | Tom Hill                  | Bob Boylston                 |
| XLI        | 4 février 2007   | Tony Corrente               | Carl Paganelli         | George Hayward                | Ron Marinucci              | Jim Saracino                | Perry Paganelli                    | John Parry                | Mark Burns                   |
| XLII       | 3 février 2008   | Mike Carey                  | Tony Michalek          | Gary Slaughter                | Carl Johnson               | Boris Cheek                 | Scott Helverson                    | Larry Rose                | Ken Baker                    |
| XLIII      | 1er février 2009 | Terry McAulay               | Roy Ellison            | Derrick Bowers                | Mark Perlman               | Greg Gautreaux              | Keith Ferguson                     | Michael Banks             | Bob McGrath                  |
| XLIV       | 7 février 2010   | Scott Green                 | Undrey Wash            | John McGrath                  | Jeff Seeman                | Rob Vernatchi               | Greg Steed                         | Greg Meyer                | Jim Lapetina                 |
| XLV        | 6 février 2011   | Walt Anderson               | Chad Brown             | Kent Payne                    | John Hussey                | Doug Rosenbaum              | Scott Helverson                    | Mike Weatherford          | Tommy Moore                  |
| XLVI       | 5 février 2012   | John Parry                  | Carl Paganelli         | Tom Stabile                   | Gary Arthur                | Gary Cavaletto              | Tony Steratore                     | Laird Hayes               | Larry Nemmers                |
| XLVII      | 3 février 2013   | Jerome Boger                | Darrell Jenkins        | Steve Stelljes                | Byron Boston               | Craig Wrolstad              | Dino Paganelli                     | Joe Larrew                | Bill Spyksma                 |
| XLVIII     | 2 février 2014   | Terry McAulay               | Carl Paganelli         | Jim Mello                     | Tom Symonette              | Scott Steenson              | Steve Freeman                      | Dave Wyant                | Earnie Frantz                |
| XLIX       | 1er février 2015 | Bill Vinovich               | Bill Schuster          | Dana McKenzie                 | Mark Perlman               | Bob Waggoner                | Terrence Miles                     | Tom Hill                  | Mike Wimmer                  |
| 50         | 7 février 2016   | Clete Blakeman              | Jeff Rice              | Wayne Mackie                  | Rusty Baynes               | Boris Cheek                 | Keith Ferguson                     | Scott Edwards             | Charles Stewart              |
| LI         | 5 février 2017   | Carl Cheffers               | Dan Ferrell            | Kent Payne                    | Jeff Seeman                | Doug Rosenbaum              | Todd Prukop                        | Dyrol Prioleau            | Tom Sifferman                |
| LII        | 4 février 2018   | Gene Steratore              | Roy Ellison            | Jerry Bergman                 | Byron Boston               | Tom Hill                    | Perry Paganelli                    | Scott Edwards             | Paul Weidner                 |
| LIII       | 3 février 2019   | John Parry                  | Fred Bryan             | Ed Camp                       | Jeff Bergman               | Steve Zimmer                | Terrence Miles                     | Eugene Hall               | Jim Lapetina                 |
| LIV        | 2 février 2020   | Bill Vinovich               | Barry Anderson         | Kent Payne                    | Carl Johnson               | Michael Banks               | Greg Steed                         | Boris Cheek               | Mike Chase                   |
| LV         | 7 février 2021   | Carl Cheffers               | Fred Bryan             | Sarah Thomas                  | Rusty Baynes               | James Coleman               | Dino Paganelli                     | Eugene Hall               | Mike Wimmer                  |
| LVI        | 13 février 2022  | Ron Torbert                 | Bryan Neale            | Derick Bowers                 | Carl Johnson               | Rick Patterson              | Scott Helverson                    | Keith Washington          | Roddy Ames                   |
| LVII       | 12 février 2023  | Carl Cheffers               | Roy Ellison            | Jerod Phillips                | Jeff Bergman               | John Jenkins                | Dino Paganelli                     | Eugene Hall               | Mark Butterworth             |
| LVIII      | 11 février 2024  | Bill Vinovich               | Terry Killens          | Patrick Holt                  | Mark Perlman               | Tom Hill                    | Brad Freeman                       | Allen Baynes              | Mike Chase                   |
| LIX        | 9 février 2025   | Ronald Torbert              | Mike Morton            | Max Causey                    | Mark Stewart               | Mearl Robinson              | Jonah Monroe                       | Boris Cheek               | Kevin Brown                  |